# Дарвиш, Рамадан
Рамадан Дарвиш (род. 29 января 1988, Гарбия) — египетский дзюдоист, чемпион и призёр чемпионатов Африки и Африканских игр, участник двух Олимпиад.

## Карьера
Дарвиш семь раз (2009—2013, 2016 и 2018 годы) становился чемпионом Африки и четырежды (2014—2015, 2017 и 2019 годы) — серебряным призёром. Победитель (2019 год) и серебряный призёр (2011 год) Африканских игр. Бронзовый призёр чемпионата мира 2009 года в Роттердаме. Чемпион Средиземноморских игр 2009, 2013 и 2018 годов.
На летней Олимпиаде 2012 года в Лондоне в первой схватке Дарвиш проиграл французу Тьери Фабру и завершил выступления, заняв 17-е место.
На летней Олимпиаде 2016 года в Рио-де-Жанейро Дарвиш уступил немцу Карл-Рихарду Фраю. В утешительной серии Дарвиш победил сейшельца Доминика Дюгасса и кубинца Хосе Арментероса, но проиграл азербайджанцу Эльмару Гасымову и стал 7-м в итоговом протоколе.